# Neotinea ustulata
Neotinea ustulata là một loài thực vật có hoa trong họ Lan. Loài này được (L.) R.M.Bateman, Pridgeon & M.W.Chase mô tả khoa học đầu tiên năm 1997.
Đây là một loài lan đất châu Âu, phổ biến nhất ở các vùng núi. Hoa nở từ tháng 4 đến tháng 8 phụ thuộc theo độ cao.
Neotinea ustulata nay là một danh pháp được chấp nhận. Danh pháp trước đây là Orchis ustulata (L. 1753). Lưu trữ ngày 29 tháng 9 năm 2007 tại Wayback Machine
Loài này đã được bầu chọn là hoa của hạt của Wiltshire năm 2002 theo một cuộc bỏ phiếu bởi Plantlife.
Quần thể lớn nhất ở tây bắc châu Âu là ở Parsonage Down, ở Wiltshire, Anh.

## Hình ảnh

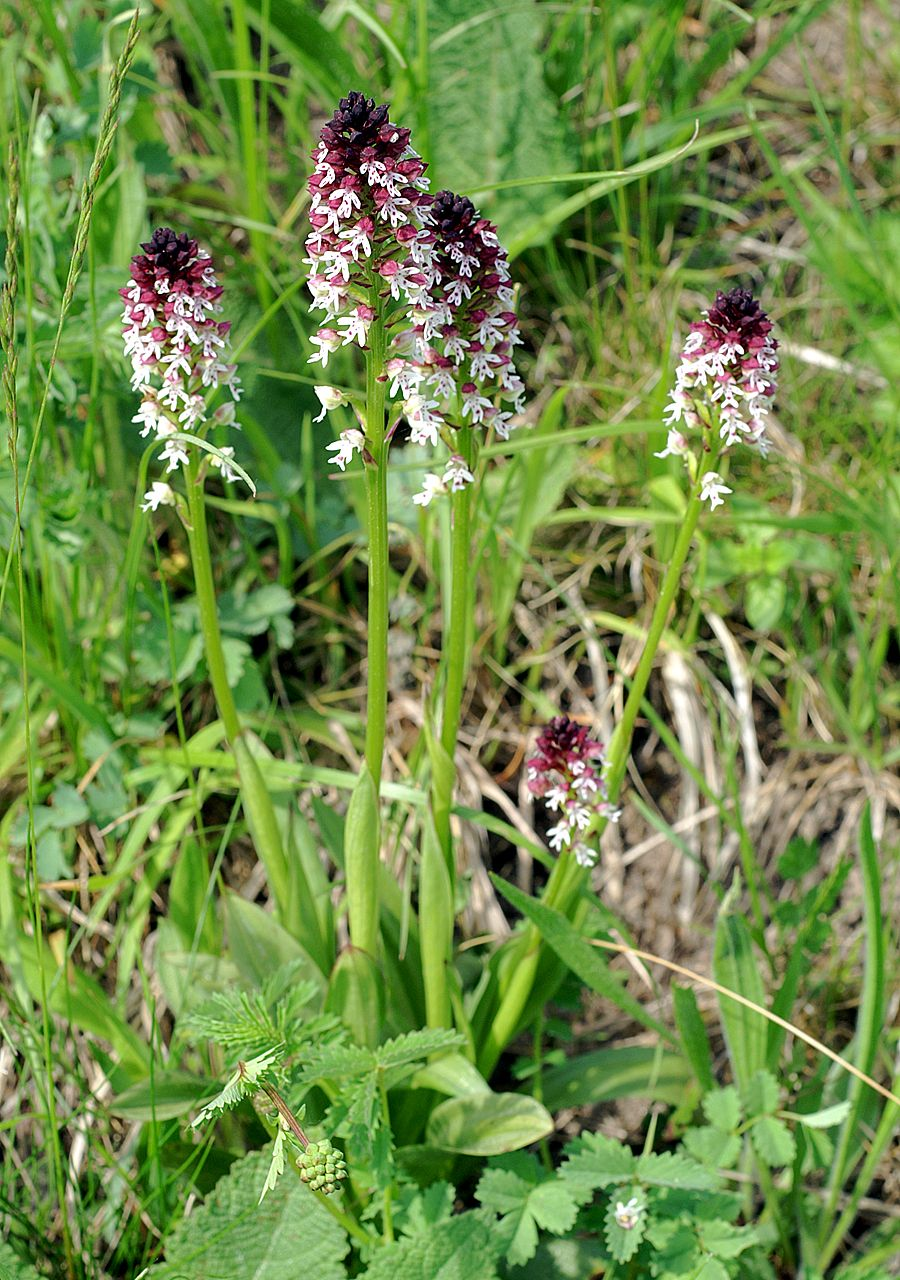
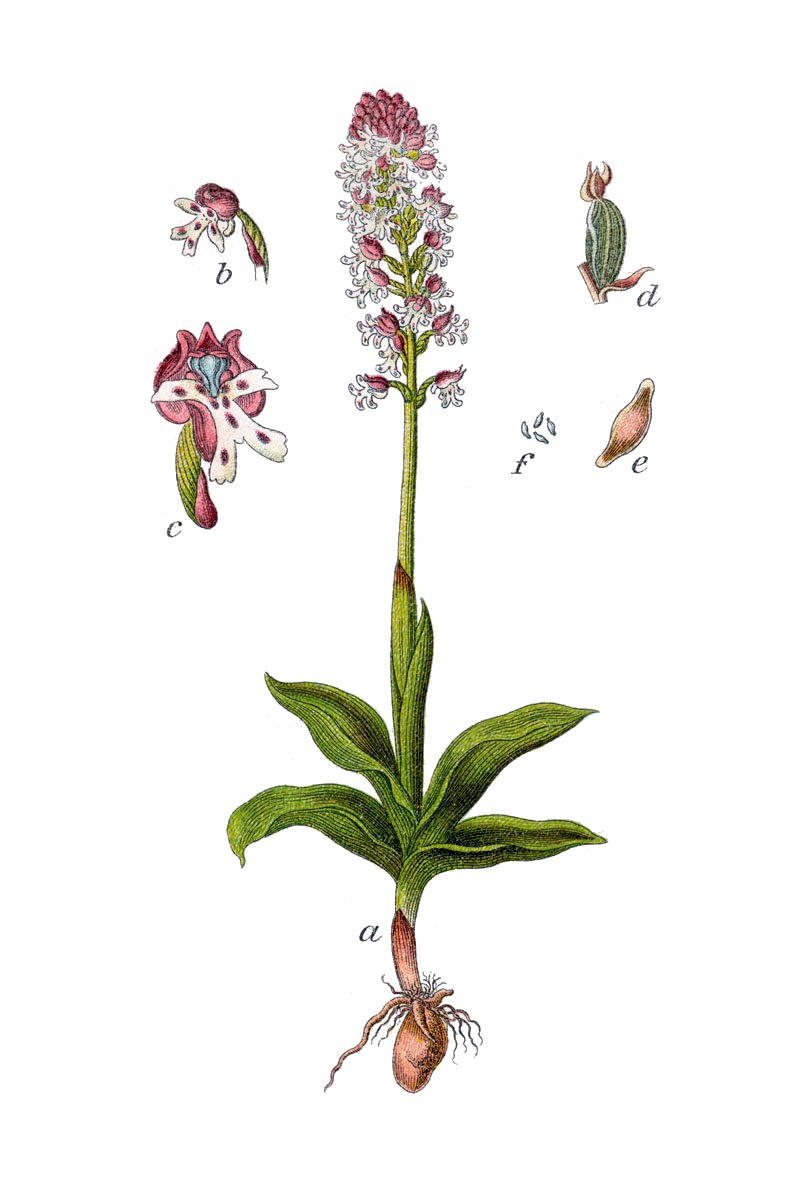
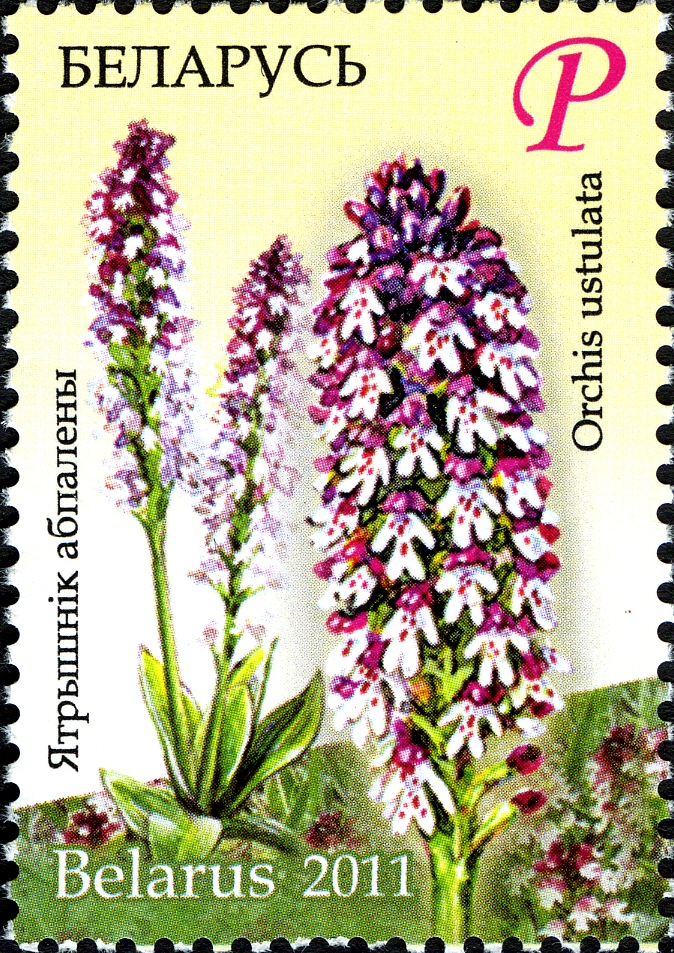
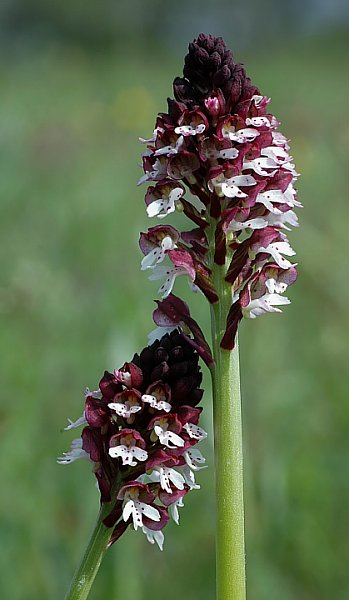